# …And the Circus Leaves Town
Albums de Kyuss
Welcome to Sky Valley
(1994) Kyuss/Queens of the Stone Age
(split-album)
(1997)
Singles
1. One Inch Man
Sortie : 1995

…And the circus leaves town est le quatrième et dernier album studio du groupe de stoner rock américain Kyuss. Il est sorti le 11 juillet 1995 sur le label Elektra Records et a été produit par Chris Goss et Kyuss.

## Caractéristiques
Enregistré entre le 1er et 20 mars 1995 aux Sound City Studios de Van Nuys en Californie, il est le dernier album du groupe. Il est sorti trois mois avant sa séparation. Alfredo Hernández remplace Brant Bjork parti rejoindre le groupe Fu Manchu.

À l'exception de Catamaran, une reprise du groupe Yawning Man, tous les titres ont été composés par les membres du groupe.

## Informations sur le contenu de l'album
- One Inch Man sera le single de l'album.
- Spaceship Landing contient un morceau caché qui commence à 32 min 15 s.
- Hurricane figure dans le jeu Need for Speed: Carbon

## Liste des titres
| No  | Titre                                                              | Auteur                  | Durée |
| --- | ------------------------------------------------------------------ | ----------------------- | ----- |
| 1.  | Hurricane                                                          | Josh Homme, John Garcia | 2:41  |
| 2.  | One Inch Man                                                       | Garcia, Scott Reeder    | 3:30  |
| 3.  | Thee of Boozeroony                                                 | Reeder                  | 2:47  |
| 4.  | Gloria Lewis                                                       | Homme, Garcia           | 4:02  |
| 5.  | Phototropic                                                        | Homme                   | 5:13  |
| 6.  | El Rodeo                                                           | Homme, Garcia           | 5:35  |
| 7.  | Jumbo Blimp Jumbo                                                  | Homme                   | 4:39  |
| 8.  | Tangy Zizzle                                                       | Homme                   | 2:39  |
| 9.  | Size Queen                                                         | Homme                   | 3:46  |
| 10. | Catamaran (reprise du groupe californien, Yawning Man)             | Yawning Man             | 2:59  |
| 11. | Spaceship Landing" "M'deea" (hidden track) "Day One (hidden track) | Homme, Reeder           | 34:04 |

## Musiciens
- John Garcia : chant
- Josh Homme : guitares
- Scott Reeder : basse
- Alfredo Hernández : batterie

## Classement
| Pays      | Durée du classement | Meilleur classement |
| --------- | ------------------- | ------------------- |
| Allemagne | 9 semaines          | 45e                 |